# Pin thủy ngân

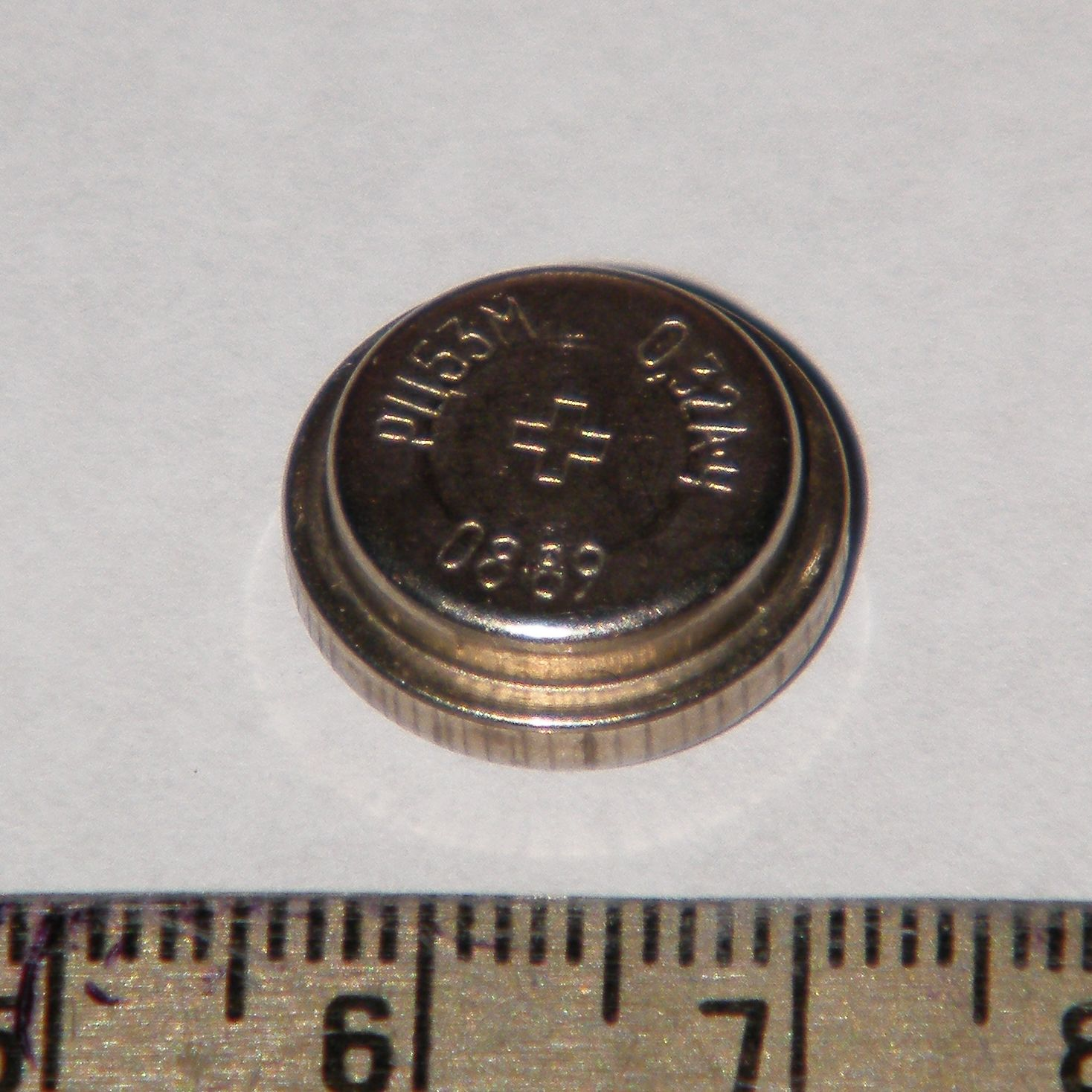
Pin thủy ngân "РЦ-53М", do Nga sản xuất năm 1989

Pin thủy ngân (tên khác: pin oxide thủy ngân) là một dạng pin điện không sạc lại. Pin thủy ngân sử dụng phản ứng giữa thủy ngân oxide và điện cực kẽm trong dung dịch điện ly kiềm. Điện áp trong quá trình xả cố định ở mức 1,35 volt, và dung tích lớn hơn nhiều so với pin kẽm có cùng kích thước. Pin thủy ngân đã được sử dụng dạng nhỏ trong đồng hồ, máy trợ thính, máy ảnh và máy tính, và trong các hình thức lớn hơn cho các ứng dụng khác.
Trong giai đoạn trong và sau Thế chiến II, pin thủy ngân trở thành một nguồn năng lượng phổ biến cho các thiết bị điện tử di động. Do nguy cơ nhiễm độc thủy ngân và những lo ngại về môi trường về việc xử lý pin sau khi đã dùng, việc bán pin thủy ngân bây giờ đã bị cấm ở nhiều nước. Cả hai tổ chức ANSI và IEC đều đã thu hồi các tiêu chuẩn về pin thủy ngân của họ.

## Hóa tính
Pin thủy ngân sử dụng hoặc thủy ngân dioxide (HgO) hoặc một hỗn hợp HgO với mangan dioxide (MnO2) làm cathode. Thủy ngân oxide không dẫn điện, nên người ta trộn nó với than chì; graphite cũng giúp ngăn việc tập trung thủy ngân thành những giọt lớn. Bán phản ứng ở cathode là:
HgO + H2O + 2e− → Hg + 2OH−
với điện cực chuẩn +0.0977 V vs. NHE.
Anode làm bằng kẽm (Zn) và chia cắt với cathode bằng một lớp giấy hoặc vật liệu xốp khác ngâm trong chất điện phân; đây được gọi là cầu muối. Hai bán phản ứng xảy ra ở anode. Phản ứng đầu tiên bao gồm một phản ứng điện hóa:
Zn + 4OH− → Zn(OH)4−2 + 2e−
sau đó là phản ứng hóa học:
Zn(OH)4−2 → ZnO + 2OH− + H2O
năng suất một anode nửa phản ứng tổng thể của:
Zn + 2OH− → ZnO + H2O + 2e−
Nói cách khác, trong quá trình phóng điện, kẽm bị oxy hóa (mất electron) để trở thành Oxide kẽm (ZnO) trong khi oxide mercuric bị giảm (tăng electron) để tạo thành thủy ngân nguyên tố. Một ít oxide thủy ngân thêm được đưa vào tế bào để ngăn chặn sự phát triển của khí hydro vào cuối đời